# Mirosława Masłowska
Mirosława Jolanta Masłowska (* 20. Oktober 1943 in Warschau; † 29. Mai 2023) war eine polnische Ärztin und Politikerin. Seit 2005 war sie Abgeordnete des Sejm in der V. und VI. Wahlperiode.

## Leben
Sie legte das Abitur am III. Allgemeinbildenden Lyceum "Mieszko I." in Stettin ab und beendete das Studium an der Pommerschen Medizinischen Universität Stettin. Sie arbeitete in der Städtischen Kinderklinik, danach in der Woiwodschaftsanstalt für Epidemiologie, wo sie unter anderem Direktorin war. 2002 ging sie in den Ruhestand.
1998–2005 war sie Stadträtin von Stettin. Bei den Kommunalwahlen 2002 kandidierte sie für die Prawo i Sprawiedliwość (Recht und Gerechtigkeit – PiS) und die Platforma Obywatelska (Bürgerplattform - PO) für das Amt der Stadtpräsidentin von Stettin. Sie erreichte 2.409 Stimmen und errang den achten Platz.
Seit 1993 gehörte sie der katholisch-rechtskonservativen Porozumienie Centrum (Zentrums-Übereinkunft – PC) an, danach trat sie der PiS bei. Bei den Parlamentswahlen in Polen 2005 wurde sie über die Liste der PiS für den Wahlkreis Stettin mit 7.675 Stimmen in den Sejm gewählt. Bei den Parlamentswahlen in Polen 2007 wurde sie mit 8.431 Stimmen zum zweiten Mal Abgeordnete. Sie war Mitglied der Sejm Kommission für Gesundheit sowie Umweltschutz.